# Agriculture en Corée du Sud

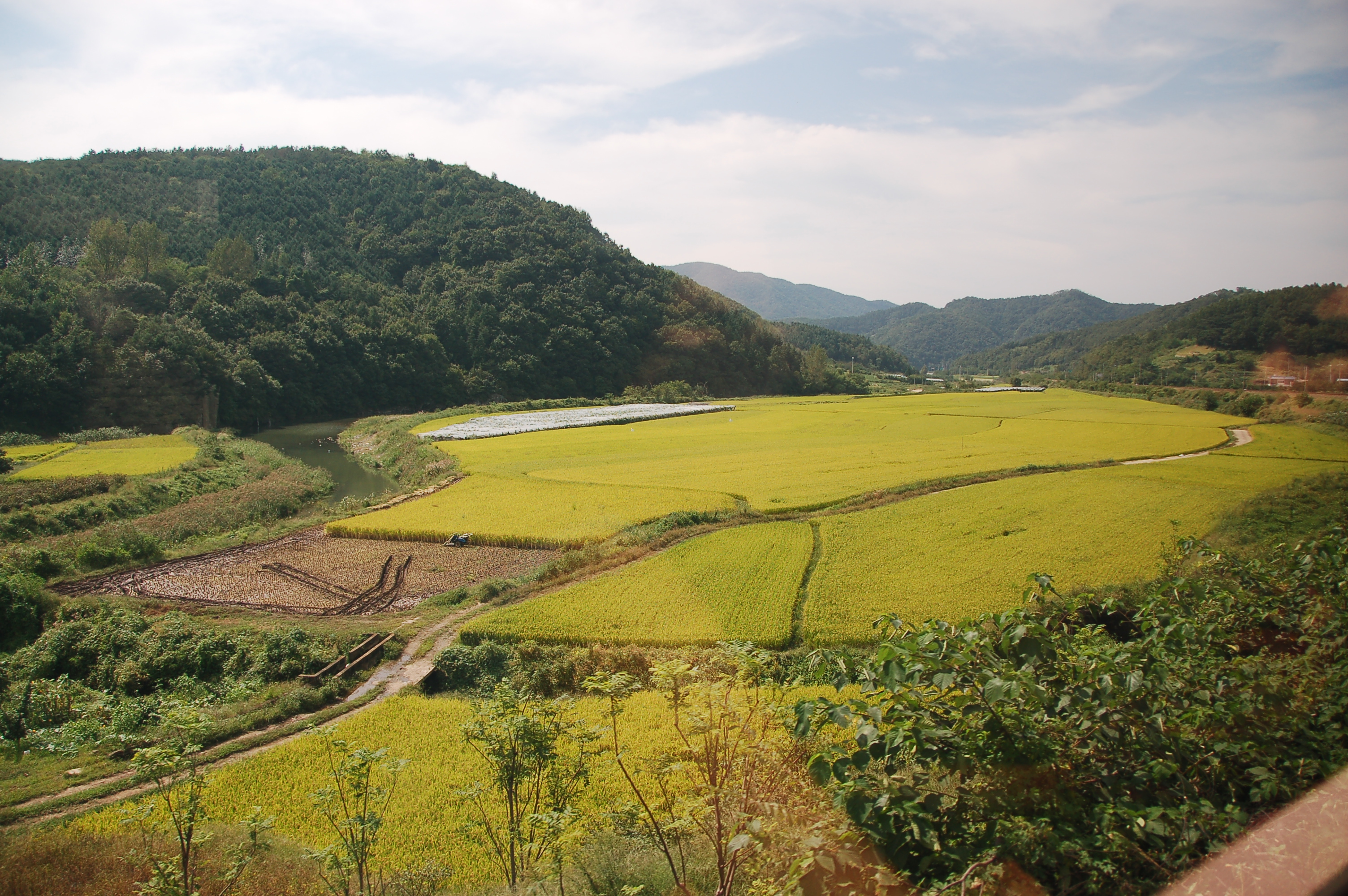
Des champs de riz en automne dans le Gyeongsang du Nord.

 (juillet 2022).
L'agriculture en Corée du Sud est en développement depuis les années 1960. La Corée du Sud est passé d'une société agricole à une économie industrialisée fondée sur les échanges commerciaux.

## Production
La Corée du Sud produit du riz, de l'orge, du soja, du maïs et des légumes[Lesquels ?].

## Histoire
Jusqu'à la fin de la Seconde Guerre mondiale, la Corée du Sud est administrée et financée par le Japon, qui en fait un grenier. Après la partition de 1953, l'agriculture sud-coréenne est encore sous développée. Elle décolle à partir de 1960.

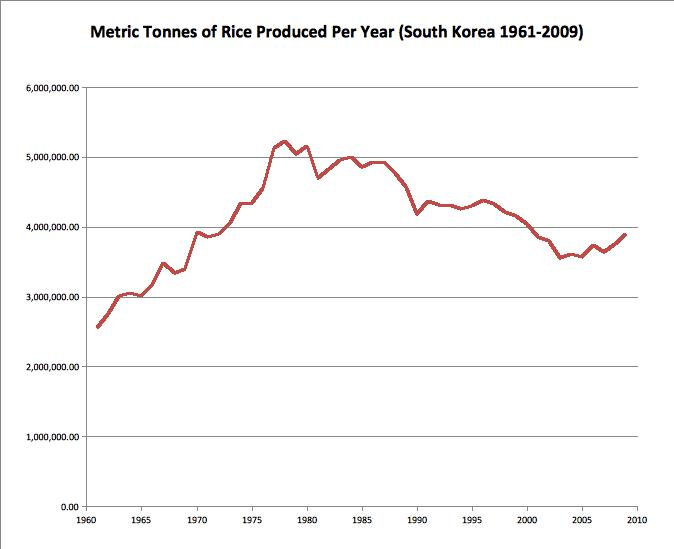
Production rizicole sud-coréenne 1961-2009 (en tonnes).

Le développement de cette agriculture se base sur 3 points. D’abord, le développement et la distribution des variétés de riz adaptés aux régions et qui donnent beaucoup de rendements. Puis l'établissement en 1961 de la Nonghyup, fédération incontournable sur les marchés agricoles. Enfin, l'établissement d'un système de prix et d'achats gouvernementaux qui permet de soulager tous les acteurs participant au développement de l'agriculture.
En 1970, le quart du PIB national est celui du secteur agricole, qui mobilise près de la moitié de la main d'œuvre existante. La croissance de son agriculture lui a permis d'intégrer l'Organisation de coopération et de développement économiques en 1996. Cette croissance est due à une stratégie tournée vers l'exportation[pas clair] de ses produits agricoles.
Les atouts de l'évolution : la  main-d'œuvre bon marché a aussi concouru à l'évolution du secteur agricole[pas clair]. La population agricole, plus élevée que celles de la France et l'Allemagne réunies, exploite principalement de petites exploitations rizicoles fortement subventionnées.
La république de Corée est auto-suffisante à moins de 30%, figure parmi les premiers importateurs nets de produits agricoles et est fortement dépendante de ses importations agroalimentaires, principalement des États-Unis et de la Chine. La Corée a conclu des accords de libre échange bilatéraux comme celui de l'UE, entré en vigueur en 2011 tout en préservant les intérêts de son agriculture. Sensibilisés au problème de sécurité alimentaire[pas clair], les Coréens font face au défi de la mondialisation. Alors, le gouvernement offre des études supplémentaires aux agriculteurs à l'extérieur du pays. La banque africaine BAD collabore avec la Corée institut en vue d'échanger sur leurs techniques agricoles pour leur permettre d'évoluer.